# Severinska županija
Severinska županija (povijesni naziv Comitatus Szeverinensis) osnovana je 1776. godine sa sjedištem u Karlovcu (1776. – 1786.).

## Povijest
Nastanak Severinske županije povezan je s upravnim promjenama na području Rijeke i Hrvatskog primorja u drugoj polovici 17. stoljeća. Marija Terezija ukida Tršćansku intendancu i čitavu Trgovačku provinciju 1776. godine. Za grad Rijeku osnovan je Riječki gubernij koji je pripojen Severinskoj županiji. Severinska županija osnovana je reskriptom Marije Terezije od 14. veljače 1776. U njezin teritorij je ušao Riječki gubernij i svi krajevi koji se nalaze s desne strane Karolinske ceste (krećući od Karlovca prema Rijeci), dok su krajevi s lijeve strane Karolinske ceste (npr. Bakar) prvotno bili pripojeni Vojnoj krajini, ali su 1777. godine također priključeni Severinskoj županiji. Severinska županija, premda s jedinstvenom upravom, u sudskim je poslovima imala podjelu na Primorski i na Pokupski dio. Za velikog župana bio je postavljen upravitelj Riječkog gubernija i imao je sjedište u Rijeci, dok su se županijske skupštine uglavnom održavale u Karlovcu. Marija Terezija 1779. grad Rijeku s kotarom proglašava odijeljenim tijelom (corpus separatum) pridruženim ugarskoj kruni pri čemu je to područje praktički postalo neovisno od Severinske županije. Severinsku županiju ukida Josip II. reskriptom od 20. ožujka 1786. i njezin teritorij priključuje Zagrebačkoj županiji kao posebni distrikt.

## Upravna djelatnost
Upravna djelatnost Severinske županije bila je briga za očuvanje poretka i mira; razrez poreza; obavještavanje pučanstva o odredbama vladara, Sabora, bana, Hrvatskog kraljevskog vijeća, odnosno Ugarskog namjesničkog vijeća, te briga o njihovom provođenju; ubiranje kontribucije i drugih daća, briga za normalno odvijanje ubiranja desetine i pitanje seljenja kmetova, reguliranje mitnica, carinarnica, putova, mostova, težina i mjera, taksiranje najvažnijih živežnih namirnica, reguliranje nadnica te najamnog odnosa uopće Pravosudna djelatnost: Županijski sudbeni stol je prvenstveno prizivno sudište za žalbe protiv presuda vicežupana, plemićkih sudaca i vlastelinskih sudova, te kazneno sudište, dok je u građanskim parnicama rješavao sporove iz likvidnih dugova, iz urbarijalnog prava (gdje su tuženici bili vlastelini) te sporove u vezi s vršenjem gospodarskih i upravnih poslova županije.

## Unutarnji ustroj
Na čelu županije nalazio se veliki župan (comes supremus) kao glavar županije, koji je u ime kralja, upravljao svim upravnim, sudskim i vojnim poslovima neposredno ili posredno preko podžupanâ. On je predstavljao županiju u Hrvatskom saboru te predsjedavao županijskim skupštinama i sudskim vijećima u županiji. Velikog župana imenovao je kralj. Ostali službenici bili su birani na izbornim skupštinama (restauratio) svake treće godine: dva podžupana (vicecomes), jednoga za upravne (vicecomes ordinarius), a drugoga za sudbene poslove, velikog bilježnika (notarius ordinarius) i podbilježnike (vicenotarii); velike suce (iudex nobilium) i male suce (vicieudex nobilium) prema broju kotara (processus), njihovi pristavi, odvjetnici (advocatus), blagajnik (perceptor), arhivist (archivarius), liječnik (medicus), ranarnik (chirurgus), mjernik (geometra), nadzornik cesta, panduri i dr. O svim važnijim poslovima vijećalo se i odlučivalo na županijskim skupštinama (congregatio nobilium). Postojale su dvije vrste skupština: 1. Velika ili glavna (congregatio generalis) i 2. Mala (congregatio particularis). Velike su se skupštine održavale redovito četiri puta godišnje, a pribivali su im svi plemići. Male skupštine raspravljale su o manje važnim poslovima. Odluke malih skupština postajale su punomoćne proglašenjem na velikoj skupštini. Na velikim skupštinama u pravilu su se birala dva izaslanika za Sabor Kraljevine Hrvatske, Dalmacije i Slavonije i davala im se uputa (instructio) kako da se drže kod svih važnijih saborskih pitanja; proglašavali su se zakoni i vladine naredbe, donosili statuti o raznim granama upravnoga života, rješavali se porezni poslovi, određivalo novačenje, opskrba vojske, obavljali se izbori različitih povjerenstava (npr. za urbarijalnu regulaciju), zaključivali značajni upravni i redarstveni poslovi, određivale parnice protiv plemića radi zločina ili prijestupa, proglašavale plemičke isprave, rješavale urbarske tužbe i sl. Županije su obavljale i pravosudne poslove (sudstvo i uprava u feudalnom razdoblju nisu odvojeni) preko Sudbenoga stola (Sedes iudiciaria, skraćeno sedria) te preko podžupanova suda, odnosno preko velikih i malih sudaca. Županije su imale pravo odgađanja izvršenja onih propisa za koje su smatrali da su protivni kraljevinskim zakonima. Županijski sudbeni stol (Sedes iudiciaria comitatus) u feudalnoj Hrvatskoj djeluje u okviru rada županije. To je sud prve molbe a sudio je u većim građanskopravnim potraživanjima (tražbine i kaznene parnice), a kao prizivni sud rješavao je žalbe protiv presuda vlastelinskih, trgovišnih, kotarskih i podžupanijskih sudova. Prizivni sud za odluke Sudbenog stola bio je Banski stol. Sudbenom stolu predsjedao je u prvo vrijeme veliki župan, a kasnije jedan od podžupana. Imao je nekoliko sudaca koji su kao i prisjednici (assessores) izabrani na županijskim skupštinama. Severinska županija bila je podijeljena na Primorski kotar (Processus Maritimus), Gorski kotar (Processus Montanus) i Pokupski kotar (Processus Colapianus), a ovi opet na sučije (iudicatus). 